# Бриссон, Франсуа
Франсуа́ Бриссо́н (фр. François Brisson; род. 9 апреля 1958, Сент) — французский футболист, нападающий, Олимпийский чемпион-1984.

## Карьера

### Клубная
Франсуа Бриссон начинал заниматься футболом в клубе «Бур-ла-Рень». В 1975 году он перешёл в «Пари Сен-Жермен». Нападающий выступал за парижан в течение шести лет с перерывом на сезоне 1979/80, который провёл на правах аренды в «Лавале». С 1981 по 1985 год Бриссон выступал за «Ланс», а в сезоне 1985/86 защищал цвета «Страсбура».
В 1986—1987 годах Бриссон был игроком марсельского «Олимпика». В составе этой команды в сезоне 1986/87 форвард стал вице-чемпионом и финалистом кубка Франции.
С 1987 году Франсуа Бриссон играл за «Лаваль», а после того, как клуб по итогам сезона 1988/89 покинул Дивизион 1, перешёл в «Олимпик Лион». В составе «ткачей» нападающий провёл 1 сезон, став летом 1990 года игроком «Лилля». Завершил профессиональную карьеру в 1993 году.

### В сборной
Франсуа Бриссон дебютировал в сборной Франции 10 ноября 1982 года в товарищеском матче со сборной Нидерландов, заменив на 68-й минуте встречи Жан-Марка Ферратжа.
В составе олимпийской сборной Франции Бриссон принимал участие в Олимпиаде—84. Нападающий провёл в рамках турнира 5 матчей, забил 3 гола и стал олимпийским чемпионом. В финале против Бразилии открыл счёт в матче на 55-й минуте, этот гол стал в итоге победным, Франция выиграла 2:0.
После Олимпийских игр Бриссон сыграл за национальную сборную в отборочном матче к чемпионату мира—86 против Люксембурга
. Этот матч стал для форварда последним в сборной.

### Тренерская
Франсуа Бриссон начинал тренерскую карьеру в любительском клубе «Монтобан» в 1994 году. Три года спустя стал ассистентом Даниэля Леклера в «Лансе», а в октябре 1999 года сменил его на посту главного тренера.
Сезон 1999/2000 «Ланс» под руководством Бриссона закончил на 5-м месте в чемпионате. Также команда дошла до полуфинала кубка УЕФА, последовательно выбив из турнира голландский «Витесс», немецкий «Кайзерслаутерн» и испанские «Атлетико Мадрид» и «Сельту». Летом 2000 года главным тренером «Ланса» стал Роллан Курбис, Бриссон же остался работать в клубе на должности супервайзера.
С августа 2002 по март 2003 года Франсуа Бриссон возглавлял «Ним Олимпик», выступавший в то время в лиге Насьональ. С 2006 года работает в марсельском «Олимпике», где занимается разбором игр соперников «провансальцев»
.

## Достижения

### Командные
Франция (олимп.)
- Олимпийский чемпион (1): 1984

Олимпик Марсель
- Вице-чемпион Франции (1): 1986/87
- Финалист кубка Франции (1): 1986/87

### Личные
- 505 матчей в чемпионате Франции (14-й результат в истории)
- 103 гола в чемпионате Франции (71-й результат в истории)